# Шведсько-японські відносини
Шведсько-японські відносини — двосторонні дипломатичні відносини між Швецією та Японією.

## Історія
Перший контакт між двома країнами стався у XVIII столітті, коли Карл Петер Тунберг — учень Карла Ліннея — прибув до Японії для збирання та дослідження рослин. Таким чином він став першим шведом, який відвідав цю країну.
Офіційно дипломатичні відносини встановлені підписанням Шведсько-японського договору в 1868, який став першим договором з іншою державою, укладеним урядом імператора Мейдзі.
У Першій світовій війні Швеція виступала посередником, через яку Німеччина та Японія вели переговори про укладання сепаратного світу, які зрештою провалилися.
У 1910-х країни почали відкривати дипломатичні представництва в Токіо та Стокгольмі, які в 1957 стали посольствами.
Японія — другий найбільший торговий партнер Швеції в Азії. Деякі елементи шведської внутрішньої (соціальне забезпечення, старіння населення) та зовнішньої (підтримка миру, офіційна допомога з метою розвитку) політики стали предметом заклопотаності або прикладом для Японії. Відносини між країнами також зміцнюються за допомогою державних візитів (у тому числі за участю монархів та членів їхніх сімей), культурних та академічних обмінів.

## Дипломатичні представництва
- Швеція має посольство в Токіо[6].
- Японія має посольство у Стокгольмі[1].